# Guvernare electronică
Guvernarea electronică (sau e-guvernare) este o aplicație a tehnologiei informației pentru oferirea de servicii administrative, schimbul de informație, tranzacțiile comunicaționale, integrarea diferitelor sisteme și servicii autonome între guvern și cetățean (G2C), guvern și mediul de afaceri (G2B), guvern și guvern (G2G) precum pentru procesele și interacțiunile personalului administrativ din întreaga infrastructură a administrației. Prin e-guvernare, serviciile guvernamentale vor fi disponibile cetățenilor într-un mod convenabil, eficient și transparent. Trei concepte esențiale pot fi observate în teoriile legate de guvernare: administrația, cetățenii și mediul de afaceri / grupurile de interese. În e-guvernare nu există bariere identificabile.

## Terminologie
Guvernarea electronică este cunoscută și sub denumirea de e-gov, guvernare prin internet, guvernare digitală, guvernare online sau guvernare conectată. Din 2014, OCDE folosește în continuare termenul de guvernare digitală și îl deosebește de guvernarea electronică. Mai multe guverne au început să folosească termenul de guvernare digitală pentru o gamă largă de servicii care implică tehnologia contemporană, cum ar fi automatizarea sau analiza predictivă.
Strategiile e-gov sunt definite ca „folosirea internetului și a internetului mondial pentru a furniza informații și servicii guvernamentale cetățenilor”. Guvernarea electronică (sau e-guvernarea) se referă în esență la „utilizarea tehnologiei informației (IT), a tehnologiilor informației și comunicațiilor (TIC) și a altor tehnologii de telecomunicații bazate pe web pentru a îmbunătăți eficiența și eficacitatea furnizării de servicii în sectorul public”.
În sistemele electronice de guvernare, operațiunile guvernamentale sunt susținute de servicii bazate pe web. Aceasta implică utilizarea tehnologiei informației, în special a internetului, pentru a facilita comunicarea dintre guvern și cetățenii săi.

### Guvernul de transformare
Guvernarea transformațională este utilizarea tehnologiilor informatice și comunicațiilor (TIC) bazate pe calculator și internet pentru a schimba modul în care funcționează guvernele. Termenul este folosit în mod obișnuit pentru a descrie o strategie de reformă guvernamentală care încearcă să schimbe radical modul în care oamenii înțeleg guvernul. De exemplu, este adesea asociat cu o perspectivă a întregului guvern, care încearcă să încurajeze colaborarea între departamente și să ofere un ghișeu unic în furnizarea de servicii cetățenilor.
Termenul de guvernare transformațională este de obicei folosit în mod aspirațional, pentru a se arăta ce se poate realiza prin guvernarea electronică:
1. Prezența, unde site-urile web sunt folosite pentru a furniza informații;
2. Interacțiune, în care guvernul interacționează cu cetățenii, iar departamentele interacționează între ele;
3. Tranzacție, în cazul în care lucruri precum plata taxelor sau a licențelor sunt efectuate online;
4. Transformare, care implică o reinventare a funcțiilor guvernamentale și a modului în care acestea funcționează. În ceea ce privește țările în curs de dezvoltare, aceasta este adesea asociată cu speranțe de reducere a corupției.

### Guvernul 2.0
Guvernul 2.0 se referă la politicile guvernamentale care urmăresc să valorifice tehnologiile colaborative și instrumentele interactive de internet pentru a crea o platformă de calcul open-source în care guvernul, cetățenii și companiile inovatoare pot îmbunătăți transparența și eficiența. Mai simplu spus, Gov 2.0 este despre „plasarea guvernului în mâinile cetățenilor”. Gov 2.0 combină elementele fundamentale interactive ale Web 2.0 cu guvernarea electronică și crește participarea cetățenilor prin utilizarea platformelor open-source, care permit dezvoltarea de aplicații și site-uri web. Rolul guvernului este de a oferi date deschise, servicii web și platforme ca infrastructură.

### E-guvernare
E-guvernarea ar trebui să permită oricui care vizitează un site web al orașului să comunice și să interacționeze cu angajații orașului prin intermediul internetului și să învețe despre problemele guvernamentale prin prezentări audio/video.
Esența guvernării electronice este „Valoarea sporită pentru părțile interesate prin transformare” și „utilizarea tehnologiei pentru a îmbunătăți accesul și furnizarea de servicii guvernamentale în beneficiul cetățenilor”. Accentul ar trebui să fie pus pe:
- Utilizarea tehnologiilor informației și comunicațiilor, în special a internetului, ca instrument pentru a obține o guvernare mai bună.
- Utilizarea tehnologiilor informației și comunicațiilor în toate fațetele operațiunilor unei organizații guvernamentale.
- Optimizarea continuă a furnizării de servicii și guvernanța prin transformarea relațiilor interne și externe prin tehnologie.

### E-guvernare fără internet
În timp ce guvernarea electronică este adesea asociată cu guvernarea online, multe tehnologii de guvernare electronică fără Internet pot fi utilizate în acest context. Unele servicii fără Internet includ rețelele de telefon, fax, PDA, mesaje text SMS, MMS, rețele și servicii fără fir, Bluetooth, CCTV, sisteme de urmărire, RFID, identificare biometrică și managementul traficului rutier.

## Istorie
Una dintre primele referiri la termenul „guvern electronic” a avut loc alături de termenul de democrație electronică în anul 1992. În ultimele două decenii, guvernele din întreaga lume au investit în TIC cu scopul de a crește calitatea și de a reduce costul serviciilor publice. Dar de-a lungul timpului, pe măsură ce chiar și țările cel mai puțin dezvoltate au trecut la site-uri web, servicii electronice și strategii de guvernare electronică, a devenit din ce în ce mai clar că e-guvernarea nu a oferit toate beneficiile sperate. Un studiu a constatat că 35% dintre proiectele de guvernare electronică din țările în curs de dezvoltare au dus la eșecuri totale; și că 50% au fost eșecuri parțiale.
Ca reacție la aceste rezultate slabe, a existat o schimbare de perspectivă către guvernarea transformațională, care vizează dincolo de aspectele pur tehnice ale proceselor de e-guvernare mai bune pentru a permite abordarea barierelor culturale și organizaționale care au împiedicat realizarea beneficiilor serviciului public. Cercetătorii au definit rațiunea guvernării transformaționale ca „exploatarea guvernării electronice astfel încât beneficiile să poată fi realizate”.
În 2010, Organizația pentru Progresul Standardelor de Informații Structurate (OASIS) a publicat un raport care a identificat o gamă largă de capcane comune care au împiedicat multe guverne să obțină un impact semnificativ prin investițiile lor în tehnologie.

## Indicele de dezvoltare al guvernării electronice ONU
Divizia Administrației Publice și Managementului Dezvoltării (DPAPM) a Departamentului pentru Afaceri Economice și Sociale al Națiunilor Unite (UN-DESA) efectuează un sondaj bianual de guvernare electronică, care include o secțiune intitulată Indexul de dezvoltare a e-guvernamentului (EGDI). Este un clasament comparativ a 193 de țări ale lumii în funcție de trei indicatori primari: 1) OSI - Online Service Index care măsoară prezența online a guvernului în ceea ce privește furnizarea de servicii; 2) TII - Indicele infrastructurii de telecomunicații și 3) HCI - Indicele capitalului uman.
Construind un model de măsurare a serviciilor digitizate, sondajul evaluează cele 193 de state membre ale ONU conform unui indice cantitativ compus al pregătirii pentru guvernarea electronică, bazat pe evaluarea site-ului web. Indicele de dezvoltare a guvernării electronice poate servi ca instrument de evaluare comparativă pentru țări pentru a-și identifica punctele forte și punctele slabe și pentru a-și modela politicile pe baza acestor constatări în domeniul guvernării electronice.
Un grup divers de 100 de cercetători voluntari din întreaga lume au lucrat alături de Departamentul pentru Afaceri Economice al Națiunilor Unite (UN DESA) pentru a procesa 386 de sondaje de cercetare efectuate în 193 de state membre ONU privind guvernarea electronică din 2016. De asemenea, sondajul a fost criticat că nu include un index al nivelurilor de incluziune digitală.

## Modele de livrare și activități ale guvernării electronice
Modelele primare de livrare ale guvernării electronice pot fi împărțite în:
- Abordări de la guvern la cetățean sau de la guvern la consumator, precum crearea de site-uri web de unde cetățenii pot descărca formulare sau pot afla informații guvernamentale.(G2C)
- Abordări din partea guvernului către întreprinderi(G2B).
- Abordări din partea guvernului către guvern(G2G).
- Abordări din partea guvernului către angajați(G2E).

În fiecare dintre aceste domenii de interacțiune au loc patru tipuri de activități:
- Transmiterea de informații prin internet, precum servicile de reglementare, sărbători generale sau programele de audieri publice.
- Comunicarea bidirecțională între agenție și cetățean, o afacere sau o altă agenție guvernamentală. În acest mod, utilizatorii se pot angaja în dialog cu agențiile și pot reclama probleme sau solicitări către agenție.
- Efectuarea de tranzacții, precum depunerea declarațiilor fiscale sau depunerea cererii de servicii și granturi.
- Efectuarea guvernanței pentru a permite cetățenilor tranziția de la accesul pasiv la informații la participarea activă a cetățenilor prin:[16]

1. Informarea cetățeanului
2. Reprezentarea cetățeanului
3. Încurajarea cetățeanului în participarea la vot
4. Consultarea cetățeanului
5. Implicarea cetățeanului

Exemple de servicii tranzacționale online, folosite în guvernarea electronică includ:
- Solicitarea unui certificat de naștere
- Cererea autorizației de construcție
- Aplicarea pentru o licență de afaceri
- Solicitarea unui certificat de deces
- Solicitarea unui permis de conducere
- Cererea de autorizații de mediu
- Aplicarea online pentru posturi vacante guvernamentale
- Cererea de înregistrare a titlului de teren
- Solicitarea unui certificat de căsătorie
- Solicitarea unei cărți de identitate personale
- Aplicarea pentru programe de protecție socială
- Aplicarea pentru viza
- Declarație la poliție
- Plata amenzilor
- Plata utilităților (apă, gaz electric)
- Înregistrarea unei afaceri
- Înmatricularea unui autovehicul
- Trimiterea unei schimbări de adresă
- Depunerea impozitelor pe venit
- Trimiterea taxei pe valoarea adăugată

## Guvernare electronică specifică tehnologiei
Există, de asemenea, unele subcategorii specifice tehnologiei de guvernare electronice, cum ar fi m-guvernare (guvernare mobilă), guvernare omniprezentă și g-guvernare (aplicații GIS/GPS pentru guvernare electronică).
Preocuparea anterioară cu privire la evoluțiile în guvernarea electronică în ceea ce privește tehnologia se datorează utilizării limitate a platformelor online din motive politice de către cetățeni.
Modelele de livrare primare ale guvernării electronice sunt clasificate în funcție de cine beneficiază. În dezvoltarea portalurilor și platformelor din sectorul public sau privat, se creează un sistem care aduce beneficii tuturor consumatorilor. Cetățenii care trebuie să își reînnoiască înmatricularea vehiculului au o modalitate convenabilă de a realiza acest lucru. Agențiile guvernamentale sunt scutite de costul și complexitatea procesării tranzacțiilor.
Pentru a dezvolta aceste portaluri sau platforme din sectorul public, guvernele pot alege să dezvolte și să gestioneze intern, să externalizeze sau să semneze un contract de autofinanțare. Modelul de autofinanțare creează portaluri care se plătesc singure prin taxe de confort pentru anumite tranzacții de guvernare electronică, cunoscute sub denumirea de portaluri de autofinanțare.

### Utilizarea rețelelor sociale
Serviciile de rețele sociale și site-urile web sunt un domeniu în curs de dezvoltare pentru democrația electronică. Punctul de intrare în rețelele sociale se află în mediul cetățenilor, iar implicarea este în condițiile cetățenilor. Susținătorii guvernării electronice percep utilizarea de către guvern a rețelelor sociale ca pe un mediu benefic asupra cetățenilor săi. Exemple pot fi găsite pe aproape fiecare portal al guvernului de stat prin intermediul widget-urilor Facebook, Twitter și YouTube.
Guvernul și agenții săi au, de asemenea, posibilitatea de a urmări cetățenii pentru a monitoriza satisfacția față de serviciile pe care le primesc. Prin ListServs, fluxuri RSS, mesagerie mobilă, servicii de micro-blogging și bloguri, guvernul poate împărtăși informații cetățenilor.

### Semnătura electronică
Mai multe guverne locale din Statele Unite au permis semnăturile electronice online pentru petițiile de nominalizare a candidaților și cerințele de semnătură pentru inițiativele de vot. În 2012, Arizona a lansat un sistem prototip numit E-qual, care le-a permis candidaților la nivel de stat care candidează pentru o funcție să colecteze semnături online și să partajeze linkul pe alte formulare pe rețelele sociale. E-qual a fost extins în 2016 pentru a acoperi candidații la alegerile locale din stat, dar nu a fost folosit la nivel local înainte de alegerile de stat din 2020. Orașul Boulder, Colorado a implementat un sistem similar în 2020 pentru a colecta semnături pentru întrebările din buletinul de vot al orașului.

## Avantaje
Scopul final al guvernării electronice este de a putea oferi cetățenilor un portofoliu sporit de servicii publice într-un mod eficient și rentabil. Guvernarea electronică permite transparența guvernului. Transparența guvernamentală este importantă deoarece permite publicului să fie informat despre ceea ce lucrează guvernul, precum și despre politicile pe care încearcă să le implementeze.
Sarcinile simple pot fi mai ușor de realizat prin accesul electronic guvernamental. Multe schimbări, cum ar fi schimbările de stare civilă sau de adresă, pot fi un proces lung și necesită o mulțime de documente pentru cetățeni. Guvernarea electronică permite ca aceste sarcini să fie îndeplinite eficient, cu mai multă comoditate pentru populație. Guvernarea electronică este o modalitate ușoară pentru ca publicul să se implice mai mult în campaniile politice. Ar putea crește gradul de conștientizare a alegătorilor, ceea ce ar putea duce la o creștere a participării cetățenilor la alegeri. Este convenabil și rentabil pentru companii, iar publicul beneficiază de acces ușor la cele mai actuale informații disponibile.
Guvernarea electronică ajută la simplificarea proceselor și face informațiile guvernamentale mai ușor accesibile pentru agențiile din sectorul public și cetățeni. De exemplu, Indiana Bureau of Motor Vehicles a simplificat procesul de certificare a dosarelor șoferilor pentru a fi admise în procedurile judecătorești din județ.

### Democratizare
Un obiectiv al unor inițiative de guvernare electronică este o mai mare participare a cetățenilor. Prin funcțiile interactive Web 2.0 ale Internetului, oamenii din toată țara pot oferi contribuții politicienilor sau funcționarilor publici și își pot face vocea auzită. Blogging-ul și sondajele interactive permit politicienilor sau funcționarilor publici să vadă părerile oamenilor cu privire la orice problemă. Camerele de chat pot pune cetățenii în contact în timp real cu oficialii aleși sau cu personalul lor de birou sau le pot oferi mijloacele de a interacționa direct cu funcționarii publici. Aceste tehnologii pot crea un guvern mai transparent. Acest lucru îi ajută pe alegători să decidă pe cine să voteze în viitor sau cum să-i ajute pe funcționarii publici să devină mai productivi.
Un guvern s-ar putea îndrepta teoretic mai mult către o democrație adevărată odată cu aplicarea corectă a guvernării electronice. Transparența guvernamentală va oferi publicului o perspectivă asupra modului în care sunt luate deciziile și va trage la răspundere aleșii sau funcționarii publici pentru acțiunile lor. Publicul ar putea deveni într-o oarecare măsură o influență directă și proeminentă în legislatura guvernamentală.

### Bonusuri de mediu
Susținătorii guvernării electronice susțin că serviciile guvernamentale online ar reduce nevoia de formulare pe hârtie. Datorită presiunilor recente ale grupurilor ecologiste, unele guverne și organizații au apelat la internet pentru a reduce utilizarea hârtiei. De asemenea, dacă cetățenii pot solicita servicii guvernamentale online pot reduce un drum către instituție ceea ce ar putea duce la mai puțină poluare a aerului de la vehiculele cu gaz și motorină.

### Viteză, eficiență și confort
Guvernarea electronică permite cetățenilor să interacționeze cu computerele pentru a atinge obiectivele în orice moment și în orice locație și elimină necesitatea deplasării fizice la instituțiile publice. Multe servicii sunt disponibile nonstop cetățenilor cu computere și acces la internet, spre deosebire instituțiile publice care tind să fie deschise numai în timpul programului de lucru. Îmbunătățirea contabilității și a evidenței pot fi remarcate prin informatizare, iar informațiile și formularele pot fi accesate cu ușurință de către cetățenii cu computere și acces la internet. Pe partea administrativă, accesul pentru a ajuta la găsirea sau recuperarea fișierelor și a informațiilor asociate poate fi acum stocat în baze de date electronice, comparativ cu copiile pe hârtie. Persoanele cu dizabilități sau afecțiuni care le afectează mobilitatea nu mai trebuie să fie mobile pentru a fi active în guvern și pot accesa serviciile publice în confortul propriei case.

### Aprobare publică
Testele recente ale guvernării electronice au fost întâmpinate cu acceptare și nerăbdare din partea publicului. Cetățenii participă cu o frecvență din ce în ce mai mare la discuțiile online pe probleme politice, iar tinerii, care manifestă în mod tradițional un interes minim pentru afacerile guvernamentale, sunt atrași de procedurile de vot electronic.

## Dezavantaje
Principalele dezavantaje în ceea ce privește guvernarea electronice sunt existența decalajului digital și inegalități digitale care împiedică anumite persoane să acceseze beneficiile digitalizării. Atunci când sunt prezentate ca singura opțiune de acces la un serviciu esențial, suferă cei care nu au acces public la internet, sau cei care nu au cunoștințe adecvate despre cum să le folosească.
Alte dezavantaje includ fiabilitatea informațiilor de pe internet și probleme care ar putea influența opiniile publice. Există multe considerații și implicații potențiale ale implementării și proiectării guvernării electronice, inclusiv dezintermedierea guvernului și a cetățenilor săi, autodeterminarea digitală a cetățenilor într-o rețea globală de internet, impactul asupra factorilor economici, sociali și politici cat și vulnerabilitatea la atacurile cibernetice.
Natura politică a formelor din sectorul public este, de asemenea, citată ca dezavantaj pentru sistemele de guvernare electronică.

### Costuri
Deși „s-a cheltuit o sumă mare de bani” pentru dezvoltarea și implementarea guvernării digitale, unii experți spun că aceasta a dat doar un rezultat mediocru. Rezultatele și efectele serviciilor guvernamentale de testare bazate pe internet sunt adesea dificil de evaluat. Potrivit Gartner, cheltuielile IT la nivel mondial sunt estimate la 3,6 trilioane dolari în 2011, ceea ce reprezintă o creștere cu 5,1% față de anul 2010 (3,4 trilioane dolari).

### Dezvoltare
Deoarece guvernarea electronică se află în stadiile incipiente de dezvoltare în multe țări, este greu de aplicat formelor de guvernare care au fost instituționalizate. Practicile birocratice vechi care sunt livrate prin noi tehnologii pot duce la probleme de comunicare.
Un exemplu de astfel de practică a fost automatizarea programului de asistență socială din Indiana, care a început în 2006. Un audit comandat de guvernatorul de atunci din Indiana, Mitch Daniels, în 2005, a constatat că mai mulți angajați și beneficiari de asistență socială din cadrul Administrației pentru Familie și Servicii Sociale (FSSA) comiteau adesea fraude de asistență socială. Natura birocratică a sistemului de asistență socială din Indiana a permis oamenilor să înșele sistemul și să coste statul sume mari de bani. Daniels a caracterizat sistemul ca fiind „defect iremediabil”, afirmând că acesta se afla într-o stare în care angajații nu-l puteau repara singuri. El a citat multe probleme care se leagă direct de faptul că sistemul nu fusese automatizat.
În speranța de a culege numeroasele beneficii ale guvernării electronice, Daniels a semnat în lege un proiect de lege care privatizează și automatizează serviciul de înscriere pentru programele de asistență socială din Indiana. Daniels și-a propus să eficientizeze cererile de beneficii, să privatizeze activitatea de caz și să identifice fraudele. Se credea că trecerea de la operațiunile față în față către comunicarea electronică ar rezolva problemele menționate mai sus.
Facilitățile de înscriere pentru asistență socială din Indiana au fost înlocuite cu aplicații online și centre de apel. Acestea au avut probleme aproape imediat. Practica, în principal față în față și personalizată, a fost modernizată în esență peste noapte, urmând multe persoane care s-au bazat pe aceste caracteristici. Problemele care erau rezolvate anterior printr-un singur apel telefonic cu asistentul de caz au devenit din ce în ce mai complicate din cauza lipsei de pregătire adecvată a operatorilor din centrele de apel private.

### Sentimentul fals de transparență și responsabilitate
Oponenții guvernării electronice susțin că transparența guvernamentală online este suspectă, deoarece este menținută doar de guvern. Informațiile pot fi adăugate sau eliminate din ochii publicului. Până în prezent, foarte puține organizații monitorizează și asigură responsabilitatea pentru aceste modificări. Chiar și guvernele în sine nu țin întotdeauna evidența informațiilor pe care le introduc și le șterg în platformele online.

### Supraveghere
Contactul electronic sporit și schimbul de date între guvern și cetățenii săi poate merge în ambele sensuri. Odată ce tehnologiile de guvernare electronică devin mai sofisticate, cetățenii vor fi probabil încurajați să interacționeze electronic cu guvernul pentru mai multe tranzacții, deoarece serviciile electronice sunt mult mai puțin costisitoare. Acest lucru ar putea duce la o scădere a vieții private a civililor, deoarece guvernul obține din ce în ce mai multe informații despre activitățile lor. Fără garanții, agențiile guvernamentale ar putea împărtăși informații despre cetățeni. În cel mai rău caz, cu atât de multe informații transmise electronic între guvern și civili, s-ar putea dezvolta un sistem de tip totalitar. Atunci când guvernul are acces ușor la nenumărate informații despre cetățenii săi, confidențialitatea personală se pierde.

### Inaccesibilitate
Un site de guvernare electronică care furnizează servicii guvernamentale adesea nu oferă posibilitatea de acces a cetățenilor din medii nefavorizate, precum cei care locuiesc în zone îndepărtate fară acces la internet sau cei care au un nivel scăzut de alfabetizare.

### Încredere
Încrederea în guvernanța electronică depinde foarte mult de performanța și execuția acesteia, care poate fi măsurată prin eficacitatea acțiunilor curente. Acest lucru este mult mai riscant și predispus la fluctuații decât un sistem de încredere care se bazează pe reputație, deoarece performanța nu ia în considerare acțiunile trecute. Odată cu automatizarea serviciilor guvernamentale instituționalizate, încrederea poate merge în ambele sensuri: încrederea pe care oamenii o au în guvern și încrederea pe care guvernul o acordă oamenilor.
Atunci când se pune prea multă încredere în guvernarea electronică, erorile și greșelile nu sunt detectate. O parte crucială a sistemului de asistență socială din Indiana a fost relația dintre lucrătorii de caz și clienții lor.

## Guvernare electronică după țară

#### Kenya
În urma tranziției de la guvernul de lungă durată a Uniunii Naționale Africane din Kenya la guvernul Coaliției Naționale Curcubeu în decembrie 2002, în ianuarie 2004 a fost înființat un Directorat de guvernare electronică după o sesiune executivă. Departamentul nou creat a avut datoria să elaboreze planul de acțiune pentru viitoarele implementări TIC.
Chiar și oamenii care locuiesc în zone îndepărtate care nu au avut acces la rețelele tradiționale de telecomunicații pot comunica acum cu ușurință. Având în vedere că aproximativ 70% din populație deține telefoane mobile, operatorii de top de rețele mobile precum Safaricom au făcut un pas mare în a oferi servicii care să răspundă cerințelor cetățenilor. Astfel de servicii includ Kipokezi (care permite abonaților să facă chat online și, de asemenea, să facă schimb de e-mailuri prin telefoane mobile standard) și M-Pesa (care le permite abonaților să trimită și să primească numerar electronic).

#### Egipt
Egiptul este o țară foarte ambițioasă mai ales de la alegerea actualului președinte Abdel Fattah el-Sisi, acesta a investit sume mari de bani în energia durabilă și digitalizarea sistemului guvernamental. Unele dintre problemele cu care se confruntă sunt confidențialitatea, preocupările de securitate, lipsa de conștientizare a cetățenilor și lipsa standardelor tehnice unificate. Egiptul are o populație de circa 100 de milioane cu diverse medii și condiții de viață și acces la resurse. Nu numai că nivelul de educație al cetățenilor variază între orașe și zonele rurale, ci și în Cairo. În comparație cu alte țări arabe sau din Orientul Mijlociu, Egiptul este destul de în urmă în ceea ce privește dezvoltarea și utilizarea tehnologică. Recent, guvernul a emis o lege prin care toate afacerile trebuie să aibă chitanțe electronice și că toate plățile de pensie sau cheltuielile guvernamentale-cetățean trebuie să se facă prin transferuri electronice.

### Eurasia

#### Armenia
Guvernarea electronică armeană a fost înființată în anul 2004. Guvernarea electronică reunește toate instrumentele și bazele de date create de agențiile de stat armene și oferă utilizatorilor un mediu online ușor de utilizat. Aceasta include peste douăzeci de servicii și instrumente. În cadrul acestei inițiative, secțiunile „Buget interactiv” și „Finanțarea organizațiilor necomerciale de stat” sunt disponibile pentru prima dată. Există și alte douăzeci de instrumente, inclusiv motoare de căutare, care permit găsirea deciziilor Guvernului și primului-ministru, ordinea de zi a următoarei ședințe de cabinet și informații despre achizițiile de stat. De menționat că semnătura electronică este utilizată în mai multe servicii atunci când un utilizator dorește să depună o cerere sau să primească informații. Semnătura electronică este un sistem universal și este utilizată atât de funcționarii statului, cât și de cetățeni, persoane juridice.
1. Licență electronică: Acest sistem permite companiilor să depună o cerere pentru obținerea sau rezilierea licențelor pentru diverse activități (farmaceutice, bancare, construcții, transport etc.) De asemenea, oferă alte servicii în ceea ce privește licența deja obținută.
2. Sistem de rapoarte privind activitățile licențiate: Sistemul de acceptare a rapoartelor pentru persoanele licențiate permite transmiterea oricărui raport (anual, lunar sau trimestrial).[44]
3. Plăți electronice: Sistemul de plăți electronice procesează în mod eficient plățile online. Această aplicație este concepută special pentru perceperea taxelor de stat, taxelor locale, penalităților administrative sau serviciilor furnizate de organele guvernamentale. Plățile pot fi efectuate prin Visa, Mastercard, PayPal și sistemele locale Arca sau Mobidram.
4. E-Cadastru: Sistemul permite depunerea unei cereri la cadastrul proprietății și primește informații despre proprietarii de teren și suprafața unui teren. Sistemul electronic de plată de stat este integrat în acest instrument.[45]
5. E-Draft: În 2016, Ministerul Justiției din Armenia a dezvoltat baza de date a proiectelor legale. Este conceput în special pentru publicarea oricărui proiect inițiat de guvern sau de un membru al Parlamentului. Baza de date poate fi accesată prin intermediul unui site web care oferă posibilitatea de a prezenta publicului proiectele de acte legislative. Site-ul le permite să caute proiecte legale, să urmărească progresele lor ulterioare și să se familiarizeze cu sugestiile prezentate.
6. E-Register: Sistemul permite înregistrarea persoanelor juridice, cum ar fi societăți cu răspundere limitată, societăți pe acțiuni, fundații și antreprenori independenți. În medie, înregistrarea unei companii durează douăzeci de minute, în funcție de tipul entității. Taxa de stat poate fi plătită prin sistemul de plăți electronice. De asemenea, sistemul permite utilizatorilor să urmărească cererile depuse și să caute companii existente.
7. Datalex: Acest sistem permite utilizatorilor să găsească cazuri, să caute legile din Armenia, precum și să urmărească programul ședințelor de judecată.
8. E-Anunțuri: Sistemul este conceput pentru anunțuri publice. Autoritățile statului sunt obligate să facă anunțuri publice în anumite împrejurări prevăzute de lege.
9. E-Tax: Acest instrument simplifică procesul de declarare a impozitului atât pentru contribuabili, cât și pentru autoritățile fiscale. Orice persoana fizica sau juridica poate depune declaratie fiscala prin care o verifica prin semnatura electronica.[46]
10. E-IP: depunerea online a cererilor de brevet și mărci comerciale folosind semnătura electronică.
11. E-Viza: Această aplicație permite procesul de obținere a unei vize printr-o aplicație electronică. Vizele se eliberează în două zile.
12. Semnătura electronică: Sistemul permite utilizatorilor să verifice identitatea utilizatorului și să protejeze cererea depusă.

#### Azerbaidjan
Cadrul guvernării electronice a fost stabilit în conformitate cu „Strategia națională privind tehnologiile informaționale-comunicații în dezvoltarea Republicii Azerbaidjan (2003–2012)” și implementat în cadrul Programului „E-Azerbaijan”. Proiectul își propune să crească confortul și eficiența activității agențiilor de stat și să simplifice interacțiunile dintre populație, întreprinderi și agențiile guvernamentale.
Principalele componente ale infrastructurii de guvernare electronică sunt infrastructura de rețea integrată pentru organele de stat, portalul e-guvernare, Registrul de stat al resurselor și sistemelor informaționale, semnătura electronică.

#### Bangladesh
Portalul web eGovernment a fost dezvoltat pentru a oferi acces mai convenabil la diferite servicii guvernamentale și informații printr-o singură fereastră.

#### Germania
Guvernarea electronică se referă la simplificarea, implementarea și sprijinirea proceselor de informare, comunicare și tranzacție în și între instituții de stat, municipale și alte instituții oficiale. Temeiul legal în Germania pentru autoritățile federale este Legea Guvernului Electronic (EGovG). Unele state federale au propriile legi de guvernare electronică.

#### Indonezia
Guvernarea electronică în Indonezia se dezvoltă, în special în birourile guvernamentale centrale și regionale/locale. Aceasta a fost introdusă oficial în administrația publică prin Directiva prezidențială nr. 6/2001 privind telematică, care prevede că guvernul Indoneziei trebuie să folosească tehnologia telematică pentru a sprijini o buna guvernare. Mai mult, guvernarea electronică ar fi trebuit introdusă în diferite scopuri în birourile guvernamentale. Fiind una dintre țările membre ISO, Indonezia acordă mai multă atenție facilitării activităților de standardizare.

#### Iran
În 2002, Iranul a publicat un raport detaliat numit TAKFA în care se prevedea că majoritatea organismelor guvernamentale vor încerca să-și virtualizeze serviciile cât mai curând posibil. Cu toate acestea, pe baza rapoartelor organismelor ONU, Iranul nu a reușit în ultimii ani să îndeplinească standardele medii de guvernare electronică. În 2008, Consiliul Suprem al Informației a publicat un raport în care a criticat guvernul pentru progresul său slab în utilizarea noilor tehnologii de comunicare în scopuri administrative. În 2016, Iranul a lansat Rețeaua Națională de Informații și a îmbunătățit calitatea și viteza accesului la internet. În 2017, Iranul a introdus prima etapă a guvernării electronice, inclusiv E-Tax, E-Customs, E-Visa, E-Government Portal și o aplicație mobilă pentru a moderniza serviciile guvernamentale Iranului.

#### Irak
Programul pentru cetățeni irakiani de guvernare electronică a fost înființat pentru a „elimina mita și favoritismul”, iar interfața permite cetățeanului să trimită cereri și reclamații.

#### Iordania
Iordania și-a stabilit programul de guvernare electronică în 2002. Multe servicii guvernamentale sunt furnizate online.

#### Kazahstan
Portalul de guvernare electronică egov.kz a fost lansat în 2012, ca parte a efortului Kazahstanului de a moderniza modul în care cetățenii accesează serviciile și informațiile guvernamentale. Oferă toate serviciile posibile care pot fi furnizate de stat pentru cetățeni și afaceri precum educație, sănătate, asigurări sociale, plasare și angajare, probleme fiscale, asistență juridică. În prezent se află în stadiul de transformare al dezvoltării. Scopul principal al egov.kz este maximizarea eficienței. De exemplu, utilizatorii pot înregistra nașterea unui copil, rezolvând în același timp toate problemele conexe - aplicarea pentru beneficii și punerea copilului pe lista de așteptare pentru grădiniță.
Proiecte ale guvernării electronice:
- Sistemul informatic „E-licensing” - Creat pentru a automatiza procesele de acordare a licențelor și a permiselor.
- „E-notar” - Dezvoltat cu scopul de a îmbunătăți controlul asupra activității notarului și de a optimiza activitatea acestora.
- Guvernare Deschisă - Guvernul Deschis este alcătuit din următoarele componente: Open Data, Open RLA, Open Dialog, Open Budgets.
- Aplicație mobilă - Proiectată pentru a oferi servicii publice și servicii de guvernare electronică prin intermediul smartphone-urilor.[53]

#### Korea
Anunțată în 2013 cu „un plan ambițios de a permite accesul public mai larg la datele guvernamentale pentru a îmbunătăți transparența afacerilor statului”, această inițiativă include: inovație guvernamentală centrată pe cetățean, valori de bază de deschidere, partajare și comunicare.

#### Malaysia
În Malaysia, eforturile de guvernare electronică sunt întreprinse de guvernul malaysian, sub umbrela Multimedia Super Corridor (MSC). Guvernarea electronică este o inițiativă menită să reinventeze modul în care funcționează guvernul.

#### Nepal
Planificarea guvernării electronice și cadrul conceptual au fost prezentate Nepalului cu sprijin extins din partea Guvernului Coreei (KIPA).
Viziunea guvernării electronice este „Rețeaua de valoare Nepal” prin:
- Serviciu centrat pe cetățean
- Serviciu transparent
- Guvern în rețea
- Societatea bazată pe cunoaștere

Declarația de misiune a guvernării electronice a Nepalului este „Îmbunătățirea calității vieții oamenilor fără nicio discriminare și furnizarea de servicii de calitate cu valoare adăugată prin intermediul TIC”. Practica guvernării electronice a fost lentă atât în adoptare, cât și în practică în Nepal.

#### Polonia
Primele discuții din Polonia despre guvernarea electronică în Europa au început cu un raport publicat în 1994 de Comisia Europeană, intitulat „Europa și recomandările societății informaționale globale adresate Consiliului Europei”. Acesta a arătat direcția dezvoltării societății informaționale globale înEuropa. De atunci, conceptul de guvernare electronică a devenit un element permanent în problemele ridicate în UE.
În Polonia, anul 2000 ar trebui considerat începutul guvernării electronice. Atunci Comitetul de cercetare științifică a pregătit un document bazat pe șapte opinii ale experților, care a fost publicat sub titlul colectiv „Societatea informațională globală în condițiile aderării Poloniei la Uniunea Europeană”. Astăzi cunoaștem materialul ca document oficial al Comitetului de cercetare științifică și al Ministerului Comunicațiilor intitulat „Obiective și direcții de dezvoltare a societății informaționale din Polonia”. În 2000, Sejm a adoptat și o rezoluție privind construirea societății informaționale, iar apoi, în 2001, a adoptat un act important pentru dezvoltarea guvernării electronice: introducerea Buletinului de informare publică (BIP). Următorul pas în dezvoltarea managementului electronic a fost pregătirea documentului ePoland, care conține un plan de acțiune pentru dezvoltarea societății informaționale în Polonia. Acest document a fost actualizat ultima dată în 2002. Următoarea versiune a acestei strategii a fost numită ePolska-2006. Adoptarea acestui document a dus la pregătirea de către Comitetul de Cercetare Științifică a conceptului preliminar al proiectului Gateway to Poland (un sistem informatic central, a cărui sarcină era să furnizeze servicii administrative cetățenilor prin mijloace electronice.

#### Rusia
În Rusia, sunt relevante următoarele strategii si documente publicate:
- strategia privind dezvoltarea Societății Informaționale în Federația Rusă, aprobată de Președinte în 2008
- programul federal de țintă "Rusia Electronică" (anii 2002–2010), aprobat de guvern în 2002
- Programul de Stat "Societatea Informațională" (2010)
- conceptul de reformă administrativă în Federația Rusă în perioada 2006 - 2010, respectiv aprobat de guvern în 2005

Ținta principală a creării guvernării electronice constă în asigurarea de șanse egale pentru toți cetățenii ruși, în ciuda zonei unde locuiesc și a veniturilor lor.
În zilele noastre, guvernarea electronică rusă include sisteme precum:
1. Sistemul de interacțiune interagenții, folosit pentru  furnizarea de servicii de stat și municipale, schimbul de informații și date între participanții la interacțiunile dintre agenții, aprobarea rapidă a deciziilor de stat și municipale
2. Sistemul Unitar pentru autentificare și autorizare ce furnizează dovezi privind drepturile tuturor participanților la guvernarea electronică
3. Portalul Unitar al serviciilor și funcțiilor de stat și municipale care reprezintă "fereastra unică" pentru toate informațiile și serviciile furnizate de guvern și autoritățile locale
4. Sistem principal care asigură utilizarea semnăturii electronice.

Alte sisteme sunt situate pe servicii cloud, deoarece cloud computing a fost un instrument util pentru guvernarea electronică, potrivit cercetătorilor.
Astăzi, elementele guvernării electronice ruse sunt solicitate în domenii precum e-guvernare, servicii electronice (e-sănătate, e-educație, e-bibliotecă, etc.), democrație electronică (web-alegeri, inițiativă publică rusă).

#### Arabia Saudită
În 2015, Ministerul de Interne al Arabiei Saudite a lansat aplicația e-service cunoscută sub numele de Absher. Aplicația permite oamenilor din Regat să acceseze peste 279 de servicii guvernamentale diferite de pe smartphone-urile lor, fără a fi nevoie să stea la coadă.
Unele servicii electronice care pot fi finalizate prin intermediul aplicației includ:
1. Servicii de pașapoarte
2. Servicii de trafic
3. Servicii de afaceri pentru expatriați
4. Serviciile de Afaceri Civile
5. Autorizații
6. Directia Generala a Penitenciarelor
7. Persecuție publică
8. Securitate publică
9. Servicii MOI (Ministerul de Interne)
10. Servicii generale
11. Servicii de informare

O altă aplicație care a fost lansată este Tawakkalna. Această aplicație a fost creată de Autoritatea Saudită pentru Date și Inteligență Artificială (SDAIA) pentru ca guvernul să contracareze mai ușor COVID-19. Inițial, aplicația a fost creată astfel încât să elibereze permise celor cărora li s-a cerut să facă naveta la serviciu în timpul pandemiei.

#### Sri Lanka
Sri Lanka a întreprins câteva acțiuni de inițiativă pentru a oferi cetățenilor beneficiile guvernării electronice.

#### Thailanda
Pentru a implementa principiile guvernării electronice, Ministerul Tehnologiilor Informaționale și Telecomunicațiilor din Thailanda a elaborat un plan pentru crearea unui sistem modern de servicii electronice în perioada 2009-2014. Următoarea etapă a fost proiectul de cinci ani al guvernului digital, care a început în 2016 și finalizat în 2021. Acest proiect presupune că, în termen de cinci ani, mai mult de 80% dintre agențiile guvernamentale thailandeze vor folosi documente electronice pentru identificare.
În 2018, Thailanda ocupa locul 73 în clasamentul guvernării electronice al ONU.

#### Turcia
Guvernarea electronică în Turcia este utilizarea tehnologiei digitale pentru a îmbunătăți eficiența și eficacitatea serviciilor în Turcia. În decembrie 2020, 700 de agenții guvernamentale oferă 5.338 de aplicații pentru 51.757.237 milioane de utilizatori. Aplicația mobilă oferă 2.850 de servicii.

#### Ucraina
Principalul organism guvernamental coordonator în materie de guvernare electronică este Ministerul Transformării Digitale înființat în 2019. În 2020, a lansat aplicația și portalul web Diia, care le permite ucrainenilor să folosească diferite tipuri de documente (inclusiv cărți de identitate și pașapoarte) prin intermediul smartphone-urilor lor.

### America de Nord

#### Canada
Actualul grefier al Consiliului Privat – șeful serviciului public federal a făcut din reînnoirea locului de muncă un pilon al reînnoirii generale a serviciului public. Cheia reînnoirii locului de muncă este adoptarea de instrumente colaborative în rețea. Un exemplu de astfel de instrument este GCPEDIA – o platformă wiki pentru funcționarii publici federali. Alte instrumente includ GCconnex, un instrument de rețele sociale și GCforums, un sistem de discuții.

#### Statele Unite ale Americii
Alegerea lui Barack Obama ca președinte al Statelor Unite a fost asociată cu utilizarea eficientă a tehnologiilor de internet în timpul campaniei sale și în implementarea noii sale administrații în anul 2009. La 21 ianuarie 2009, președintele a semnat unul dintre primele sale memorandumuri – Memorandumul pentru șefii departamentelor și agențiilor executive privind transparența și guvernarea deschisă. Nota a cerut un nivel fără precedent de deschidere în guvern, cerând agențiilor să „asigure încrederea publicului și să stabilească un sistem de transparență, participare publică și colaborare”.
Memorandumul președintelui Obama s-a centrat în jurul ideii de creștere a transparenței în diferite departamente și agenții federale. Permițând site-urilor web publice precum recovery.gov și data.gov să distribuie mai multe informații către populația americană, administrația consideră că va câștiga o participare mai mare a cetățenilor.
În 2009, guvernul federal al SUA a lansat Data.gov pentru a pune la dispoziția publicului mai multe date guvernamentale. Cu datele de la Data.Gov, publicul poate crea aplicații, site-uri web și mashup-uri.
În august 2009, orașul San Francisco a lansat DataSF.org cu peste o sută de seturi de date. La doar câteva săptămâni după lansarea DataSF.org, au fost dezvoltate noi aplicații și site-uri web. Folosind fluxurile de date disponibile pe DataSF.org, dezvoltatorii au creat programe pentru a afișa orele de sosire și de plecare în transportul public. De la lansarea DataSF.org au existat peste șaptezeci de aplicații create cu datele din San Francisco.
În martie 2009, fostul primar din San Francisco, Gavin Newsom, a fost la sediul Twitter pentru o conversație despre tehnologie în guvern. În aceeași perioadă, primăria a primit o sesizare pe Twitter despre o groapă de pe stradă. El a apelat la co-fondatorii Twitter, Biz Stone și Evan Williams, dorind să găsească o modalitate prin care oamenii să-și trimită cererile de servicii direct către centrul de servicii pentru clienți 311 din San Francisco. Trei luni mai târziu, San Francisco a lansat primul serviciu Twitter 311, numit @SF311, permițând rezidenților să trimită pe Twitter solicitări sau să semnaleze probleme. Lucrând cu Twitter și folosind platforma open-source, CoTweet a transformat @SF311 în realitate. Procesul de achiziție de software pentru așa ceva ar fi durat în mod normal luni de zile, dar în acest caz a durat mai puțin de trei luni.

### America de Sud

#### Brazilia
Scopul definit în Strategia de Guvernare Digitală a Braziliei este atingerea digitizării totale a serviciilor până la sfârșitul anului 2023.
„Obiectivul principal al guvernului digital este acela de a apropia cetățenii de săi. Tehnologiile ne permit să vedem mai bine fiecare cetățean brazilian, inclusiv pe cei care se simt excluși și să ajungem în principal la cei care au cea mai mare nevoie” subliniază secretarul Guvernului Digital al Ministerului Economiei, Luís. Felipe Monteiro.

### Inițiative Internaționale
Munca inițială a unor guverne este acum preluată de o serie de organizații globale care oferă sprijin guvernelor în trecerea la o abordare guvernamentală transformațională. De exemplu:
- Banca Mondială a înființat o Inițiativă eTransform (ETI) cu sprijinul partenerilor IT globali precum Gemalto, IBM, L-1 Identity Solutions, Microsoft și Pfizer. „Inițiativa eTransform se referă la exploatarea tehnologiei informației, a expertizei și a experiențelor”, a declarat Mohsen Khalil, directorul Departamentului pentru Tehnologii ale Informației și Comunicațiilor Globale al Grupului Băncii Mondiale. „Transformarea guvernului se referă la managementul schimbării facilitat de tehnologie. Această inițiativă va facilita schimbul de experiențe între diferite guverne și pentru a maximiza impactul și a reduce riscurile transformării guvernamentale prin TIC.”
- O serie de organizații din sectorul privat care lucrează în acest domeniu au publicat cărți care reunesc cele mai bune practici globale privind transformarea guvernului.
- OASIS a lansat (septembrie 2010) un nou comitet tehnic însărcinat cu producerea unui nou standard global de bune practici pentru un cadru guvernamental transformațional.